# Cotne Maczawariani
Cotne Maczawariani (gruz. ცოტნე მაჭავარიანი; ur. 26 września 1997 r. w Tbilisi) – gruziński strzelec sportowy, brązowy medalista igrzysk europejskich, uczestnik igrzysk olimpijskich w Rio de Janeiro.

## Życiorys
Jest synem strzelczyni sportowej Nino Salukwadze.
Uczestniczył w letnich igrzyskach olimpijskich w 2016 roku, gdzie zajął 15. miejsce w konkurencji pistoletu dowolnego na dystansie 50 m oraz 29. miejsce w pistolecie pneumatycznym z 10 m. Wystąpił również na igrzyskach europejskich w 2015 roku.

## Igrzyska olimpijskie
| Igrzyska | Miejscowość    | Konkurencja                 | Kwalifikacje | Kwalifikacje | Finał                  | Finał                  |
| Igrzyska | Miejscowość    | Konkurencja                 | Wynik        | Pozycja      | Wynik                  | Pozycja                |
| -------- | -------------- | --------------------------- | ------------ | ------------ | ---------------------- | ---------------------- |
| IO 2016  | Rio de Janeiro | Pistolet pneumatyczny, 10 m | 574          | 29.          | Nie zakwalifikował się | Nie zakwalifikował się |
| IO 2016  | Rio de Janeiro | Pistolet dowolny, 50 m      | 552          | 15.          | Nie zakwalifikował się | Nie zakwalifikował się |